# GlassBridge Enterprises

Ehemaliges Logo

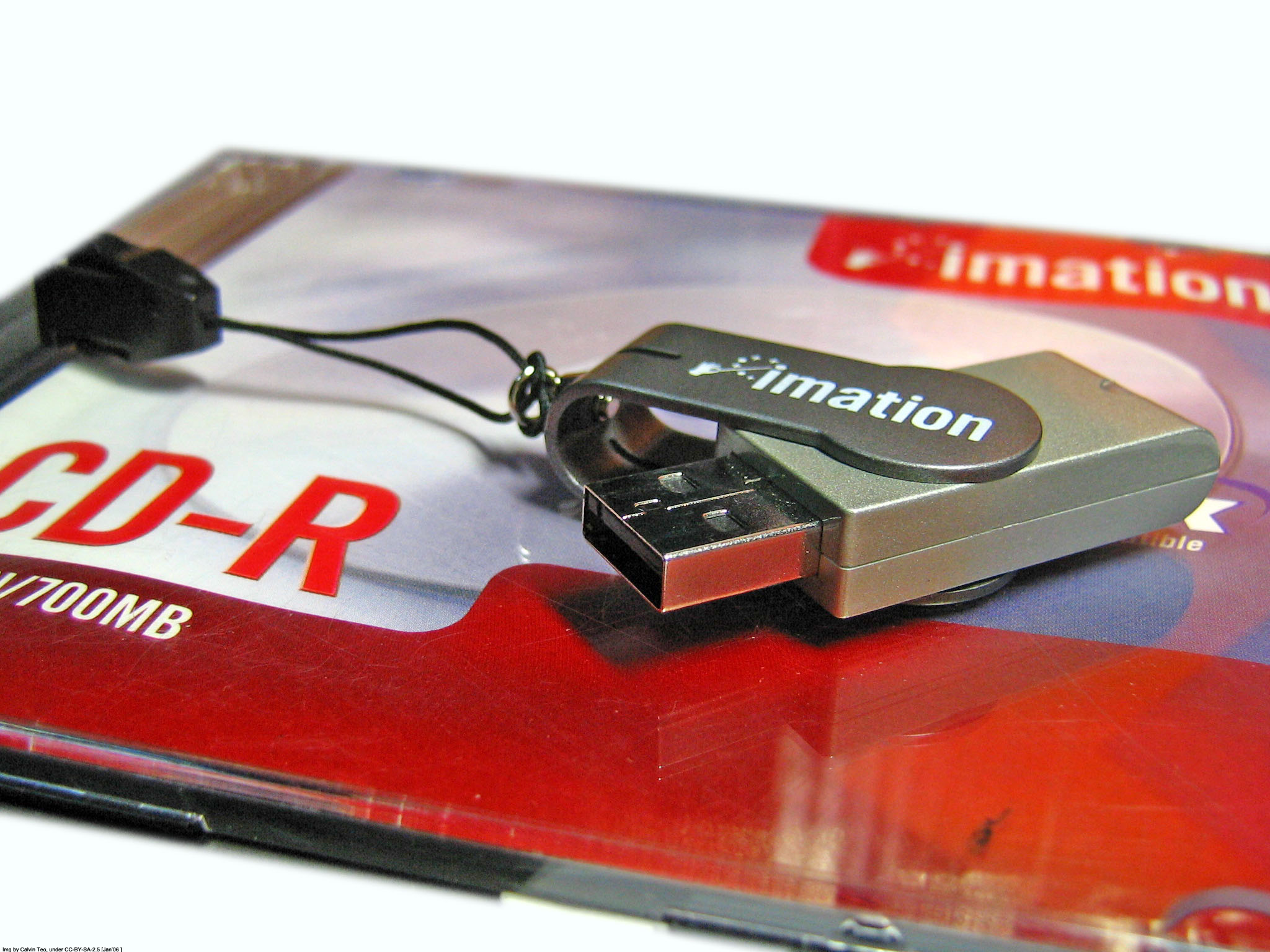
Ein USB-Stick und eine CD-R von Imation

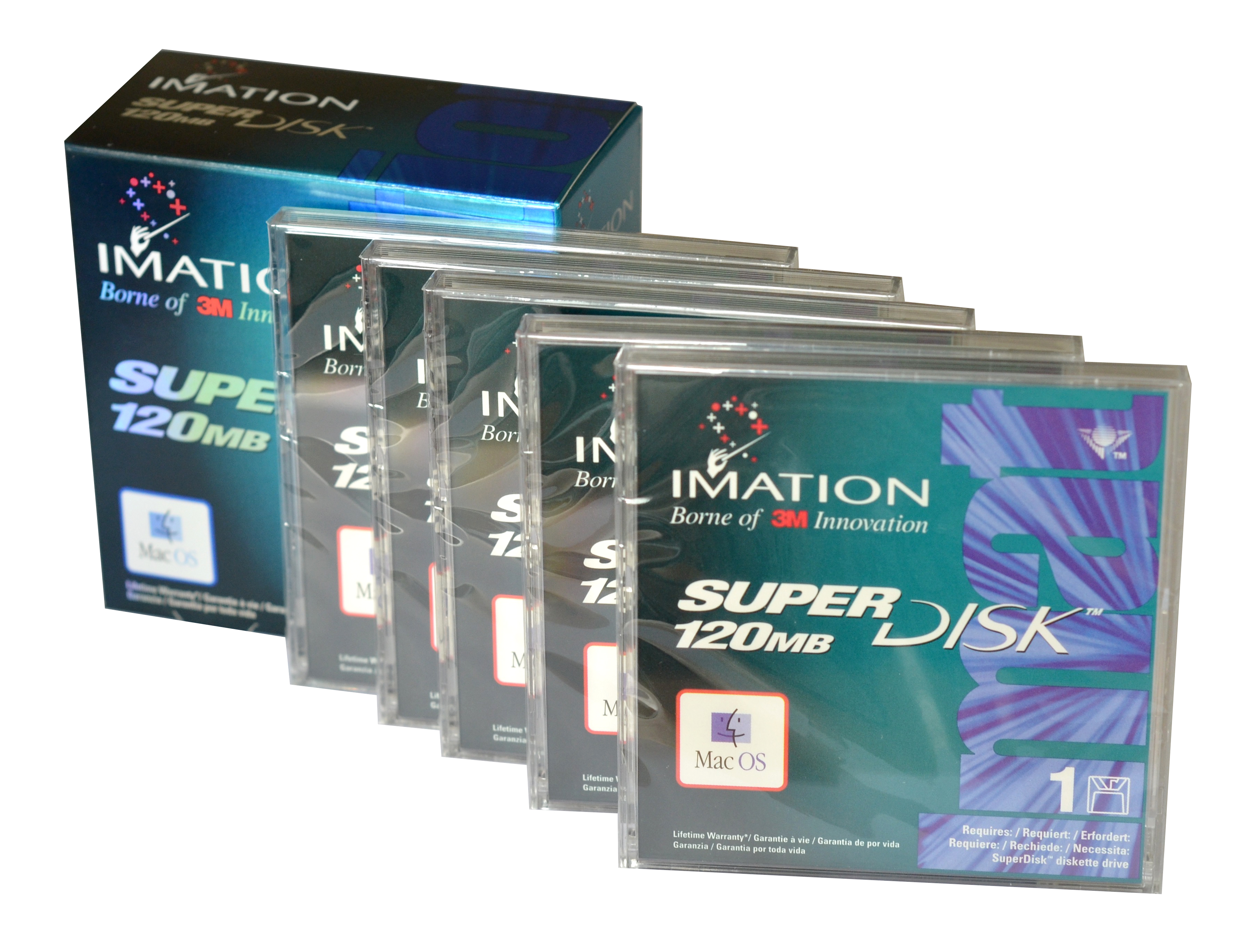
Imation SuperDisks

GlassBridge Enterprises (bis 2017: Imation Corp.) ist ein US-amerikanischer Hersteller und Lieferant von Speichermedien mit Sitz in Oakdale, Minnesota. Die Europa-Niederlassung befindet sich in Hoofddorp bei Amsterdam (Niederlande). Der deutsche Sitz des Unternehmens befindet sich in Neuss. Die größte Bedeutung hatte das Unternehmen Ende der 2000er Jahre. 2007 wurde mit 2.250 Mitarbeitern die höchste Anzahl an Mitarbeitern beschäftigt. Im Jahr darauf, 2008, wurde mit 1,981 Mrd. US-Dollar (nach heutiger Kaufkraft 2,886 Mrd. US-Dollar) der höchste Umsatz der Unternehmensgeschichte erzielt.

## Geschichte
Anfang der 1950er-Jahre wurde 3M Data Storage gegründet, um Magnetbänder für IBM-Bandlaufwerke herzustellen. 1996 trennte sich  3M von seiner Abteilung Imaging & Information, diese wurde zu Imation. Imation hält heute über 250 US-Patente über Datenspeicher.
Im Laufe der Zeit hat Imation nicht nur durch die Distributionsrechte für Speichermedien der Marken IBM, Sun, Storagetek, Exabyte Corporation und HP (optische Medien) das Markenportfolio erweitert, sondern auch durch die Akquisitionen weiterer Marken und Unternehmen.
Im Januar 2006 übernahm Imation den Konkurrenten Memorex von Hanny Holdings (Hongkong) für etwa 330 Millionen US-Dollar, im Mai 2007 den Konkurrenten TDK Recording Media und wurde damit der weltweit größte Anbieter von optischen Speichermedien. Im Juni 2008 wurde XtremeMac übernommen, zum 31. Dezember 2012 Nexsan.
Das Produktportfolio umfasst bzw. umfasste neben den Kernprodukten Datacartridges, wie LTO, 9x40, T10000, RDX oder 3592, auch optische Medien wie CD, DVD, Blu-ray, Lightscribe sowie Disketten und USB-Sticks. Mit externen Festplattenlösungen und Solid State Drives erweiterte Imation auch das Hardwareportfolio.
2014 lag der Umsatz bei 729,5 Millionen und der Verlust bei 114,7 Millionen US-Dollar.
Zum 21. Februar 2017 wurde das Unternehmen von Imation in GlassBridge Enterprises umbenannt, nachdem es sämtliche Speicheraktivitäten verkauft hatte und sich nun zu einem Finanzinvestor neu ausrichtete.
Im November 2019 gab Imation Lizenz-Vergaben an PNY Technologies, Ritek Corporation und das Fotodruckerunternehmen Prinics bekannt.